# Stubbs Cross
Stubbs Cross est un village du Kent, en Angleterre.